# Siebenbürger Teppiche
Der Begriff Siebenbürger Teppiche beschreibt zusammenfassend ein weltweit einzigartiges Kulturerbe in Siebenbürgen im heutigen Rumänien. In etwa 60 Kirchen der siebenbürgisch-sächsischen evangelisch-lutherischen und in etwa 50 reformierten Kirchen des ungarischen Bevölkerungsteils blieben insgesamt mehr als 600 anatolische Knüpfteppiche des späten 15. bis 17. Jahrhunderts zum Teil nahezu unversehrt erhalten.

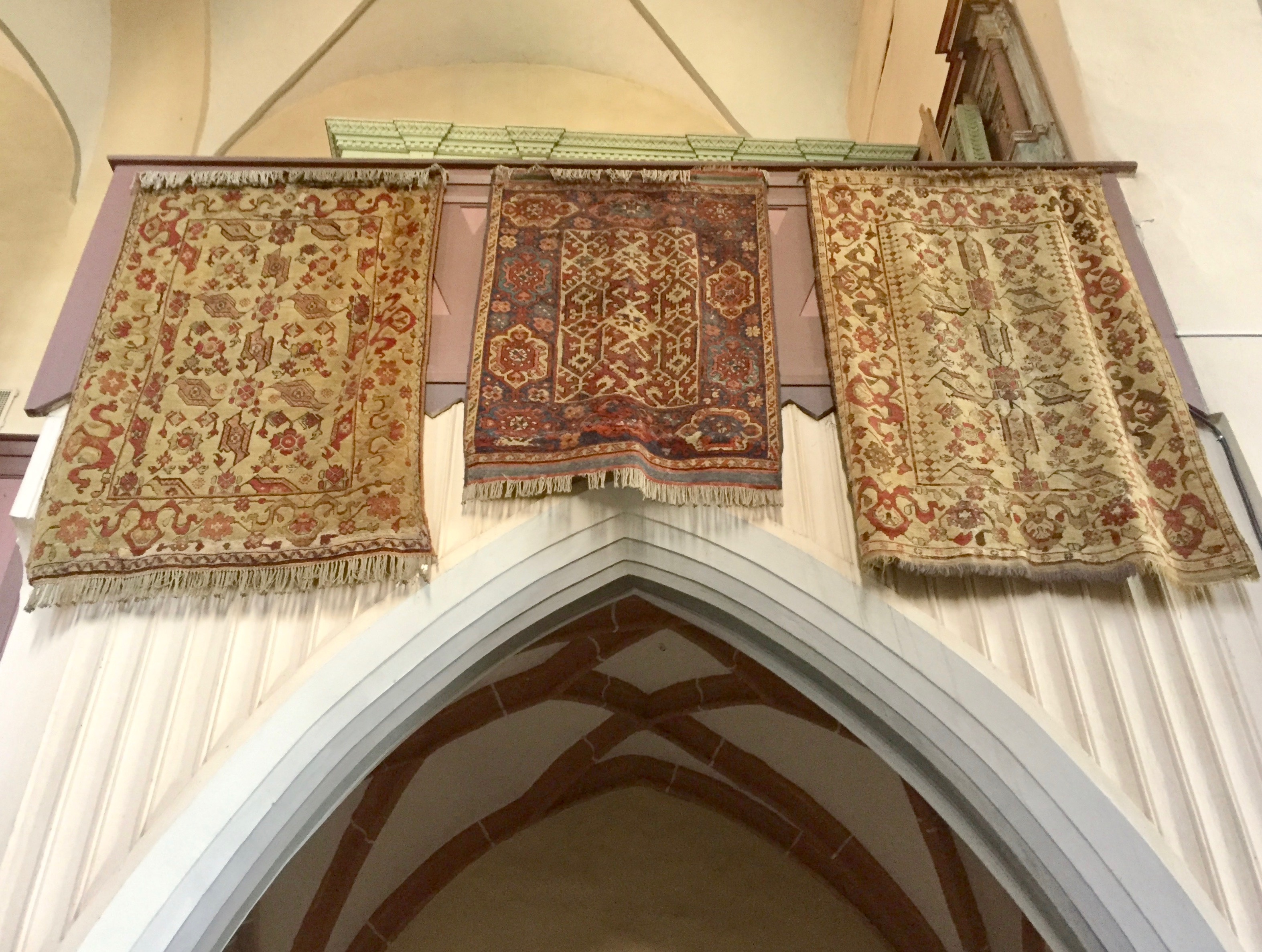
„Siebenbürger“ Teppiche vom „Lotto-“ und „Vogel“-Typ in der Ev.-Luth. Schäßburger Klosterkirche, Rumänien. Nordwand des Hauptschiffs.

## Hintergrund

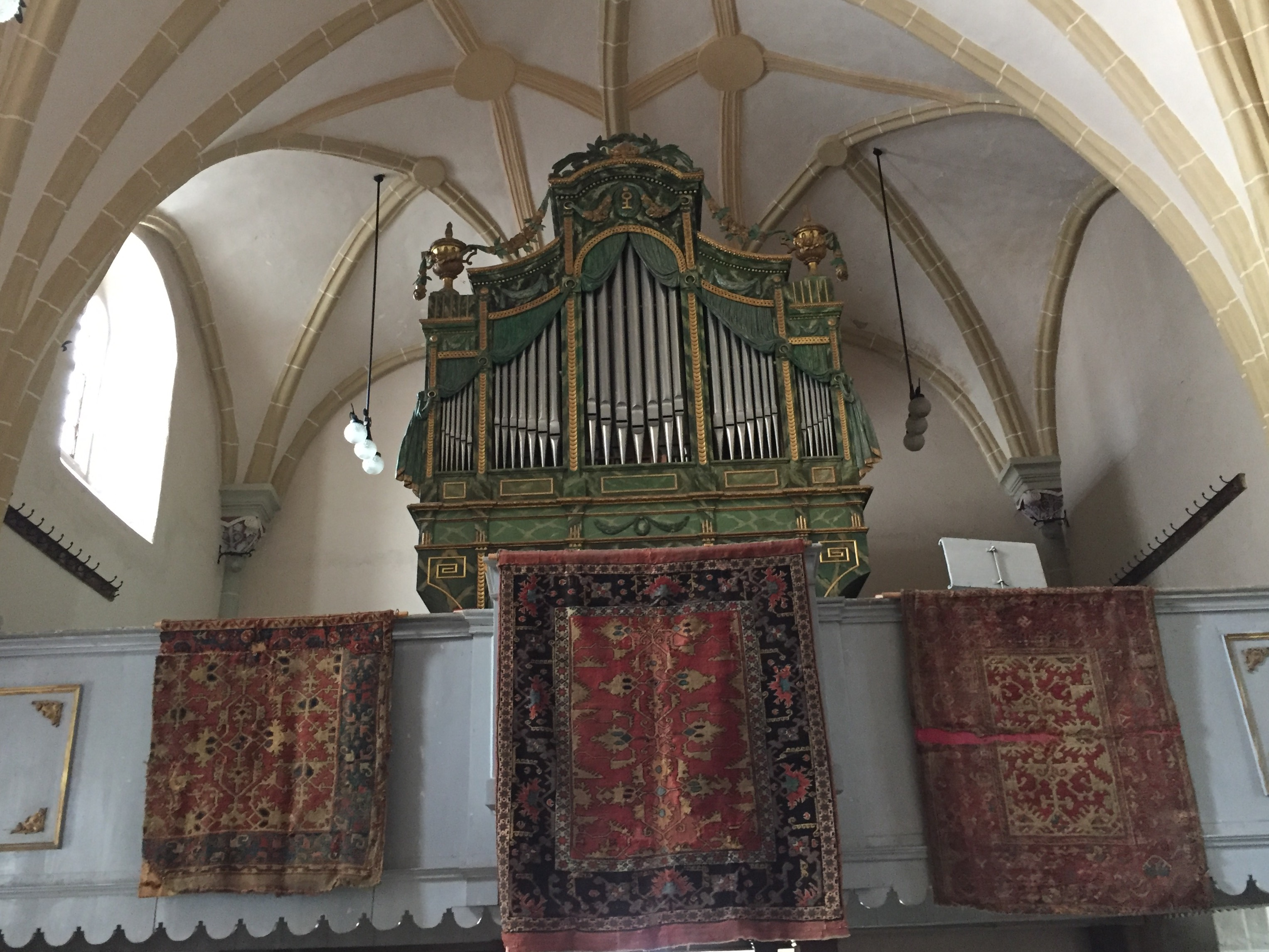
„Lotto“-Teppiche in der Kirchenburg von Honigberg. Der linke Teppich ist etwa auf der Hälfte seiner ursprünglichen Länge durchgeschnitten, Abnutzungsspuren an ähnlicher Stelle beim rechten deuten auf seine frühere Nutzung auf der Kirchenbank hin.

Drei Bedingungen werden für die Ansammlung „Siebenbürger Teppiche“ in der Region verantwortlich gemacht, die in solcher Menge außerhalb Anatoliens nirgendwo erhalten geblieben sind:
1. Die geografische Lage Siebenbürgens zwischen dem Königreich Ungarn, später der Habsburgermonarchie, und dem Osmanischen Reich führte dazu, dass Siebenbürgische Städte wie Kronstadt, Hermannstadt, Bistritz und Mediasch günstig auf einer großen Handelsroute zu liegen kamen, die von Süden nach Norden über Damaskus, Bursa, Akkerman nach Lwów und von Siebenbürgen aus weiter nach Westen verlief.[2]
2. Ab den 1520er Jahren nahm der Handel Westeuropas mit der Levante und, über das Schwarze Meer, mit dem Osmanischen Reich deutlich zu. Schon im 14. Jahrhundert besaßen Siebenbürger Städte Steuer- und Handelsprivilegien wie Zoll- und Stapelrechte. Geknüpfte Teppiche gelangten als leicht transportable Luxusgüter von hohem Wert in großer Zahl in die Siebenbürger Handelsstädte, wo sie entweder verzollt und weitertransportiert wurden, oder dort verblieben.
3. Die Siebenbürger „Kirchenteppiche“ wurde erst Ende des 19. Jahrhunderts auf Anregung des Wiener Kunsthistorikers Alois Riegl wiederentdeckt. Dass die Teppiche darüber hinaus auch einen erheblichen materiellen Wert besaßen, wurde den Gemeinden erst bewusst, als Händler von außerhalb versuchten, Teppiche aufzukaufen.[3] Wie ihre zahlreichen Abbildungen auf Renaissancegemälden belegen, hatten orientalische Teppiche seit dem 13. Jahrhundert auch in westeuropäischen Kirchen als kostbarer Schmuck gedient. Vor allem in Italien waren antike Teppiche in der zweiten Hälfte des 19. Jahrhunderts aus den Kirchen entfernt worden. Kunsthistoriker wie Wilhelm von Bode konnten so bedeutende Stücke günstig erwerben.[4] Die „Siebenbürger Teppiche“ waren daher schlichtweg so lange vergessen geblieben, bis ihr kunsthistorischer und materieller Wert erkannt worden war.

## Teppichtypen
Unter den in Siebenbürgen erhaltenen Teppichen finden sich solche mit klassischen anatolischen Mustern wie „Holbein“-, „Lotto“, und die sogenannten „weißgrundigen“ oder „Selendi“-Teppiche. Der Begriff „Siebenbürger Teppiche“ beschreibt speziell drei verschiedene Arten von Teppichen.

### Einzelnischen-Teppiche
Teppiche mit Gebetsteppich-Muster sind charakterisiert durch eine einzelne meist ockerfarbene, vereinzelt auch rotgrundige Nische, weiße Zwickel mit einem wellenförmigen, kurvilinearen Stiel, welcher verschiedene Blüten und Blütenknospen trägt, sowie ockergelbe Bordüren mit kurvilinearen Mustern. Meist ist das Feld leer, ohne zusätzliche Ornamente, ausgenommen kleine florale Ornamente nah am Rand oder anstelle einer Moscheelampe in der Nischenspitze. Die Nischenspitze weist Mustertypen auf, die auch aus osmanischen Gebetsteppichen in Anatolien bekannt sind: Das „Kopf-und-Schulter“-Muster unter Betonung der höchsten Bogenspitze, mit gezahnten oder gestuften Umrisslinien. Die Ähnlichkeit der Muster mit anatolischen Vergleichsstücken erlaubt ihre Zuordnung zu bestimmten anatolischen Herstellungsorten wie Miles oder Gördes. Das Muster ist den Gebetsteppichen der osmanischen Hofmanufakturen der zweiten Hälfte des 17. Jahrhunderts ähnlich. Ein Teppich dieses Typs ist in Pieter de Hoochs Gemälde Porträt einer musizierenden Familie von 1663 dargestellt.
Eine kleine Gruppe von Teppichen mit bemerkenswert ähnlichen Gebetsteppich-Mustern ähnelt stark dem Doppelnischen-Typ mit Vasenmotiv, nur dass sie nur eine Nische aufweist. Das Dekor des Feldes, das Nischenprofil, die Mustergestaltung der Zwickel und Bordüren unterscheiden sie von anderen erhaltenen Teppichen mit Gebetsteppichmuster.

### Doppelnischen-Teppiche

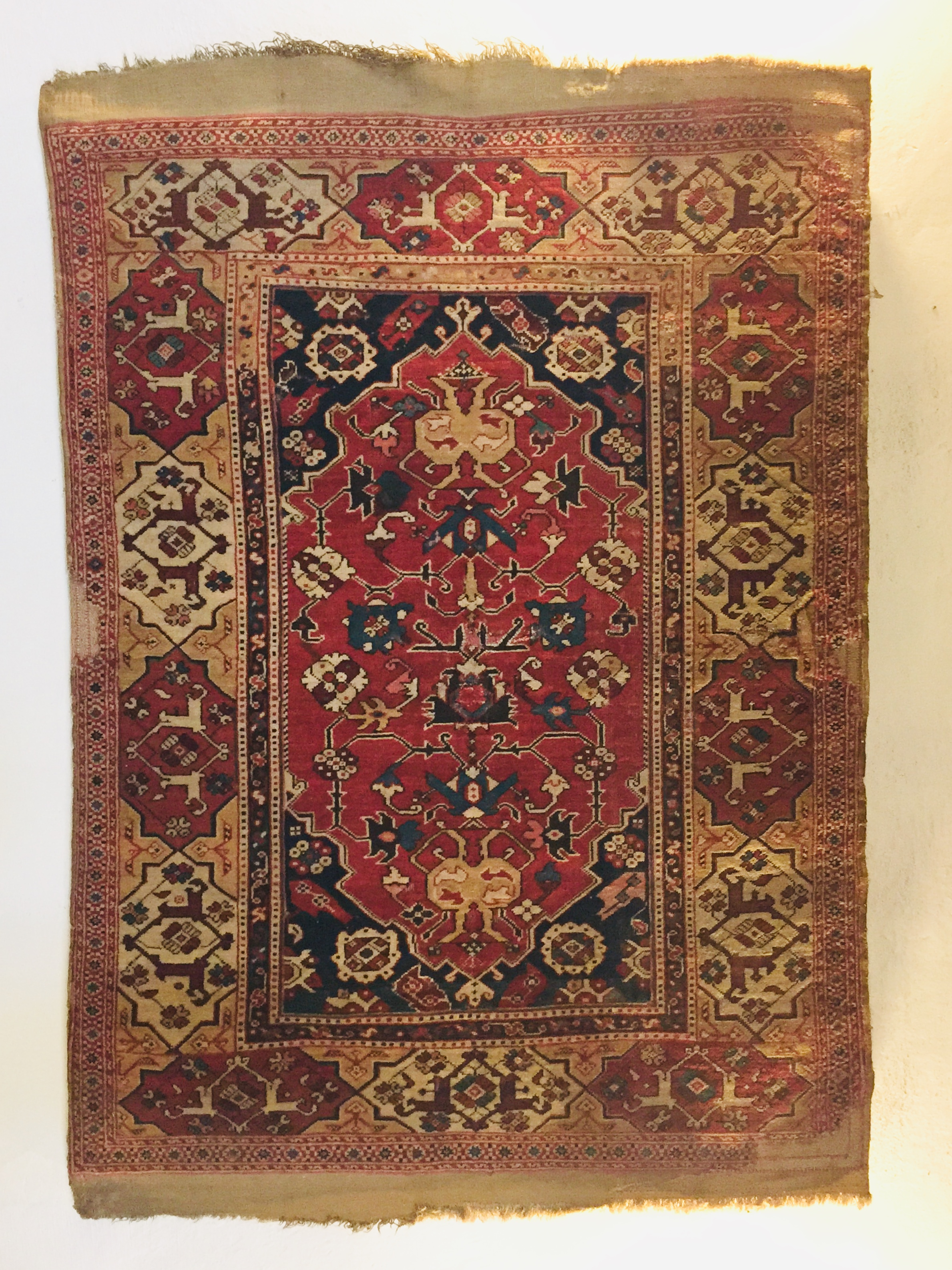
Doppelnischen-Teppich aus einer Kirche im Kreis Kronstadt, Siebenbürgen, Rumänien

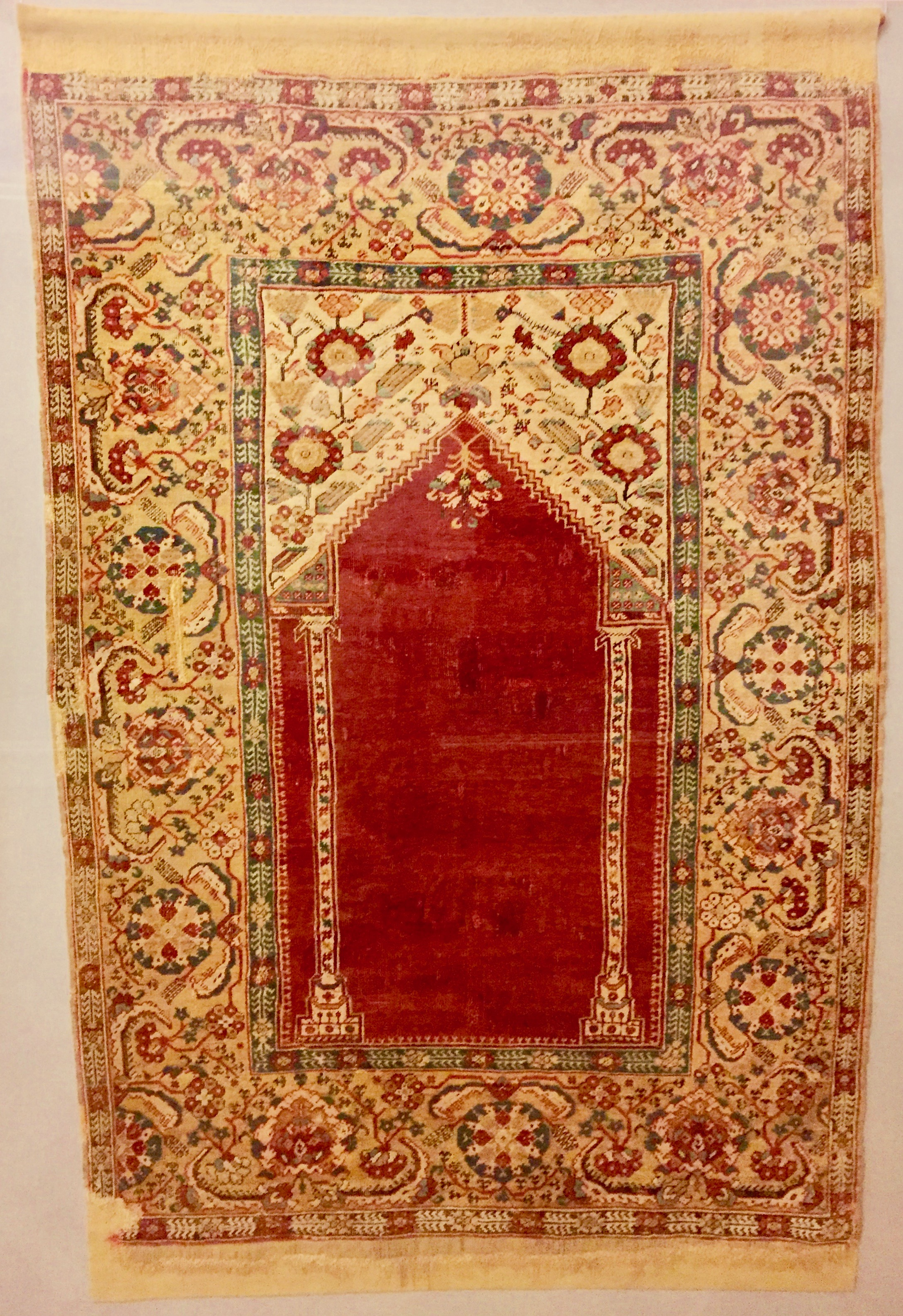
Einzelnischen-Teppich mit zwei Säulen. Brukenthal-Museum, Hermannstadt.

Etwa einhundert Teppiche mit doppelter Nische sind in Siebenbürgen erhalten geblieben. Gewöhnlich sind sie von kleinem Format. Ihre Bordüren sind mit länglichen, eckigen Kartuschen gestaltet, die stilisierte, wechselnd gegeneinander gesetzte pflanzliche Motive umschließen. Gelegentlich wechseln kürzere, sternförmige Rosetten oder Kartuschen mit den länglichen Kartuschen ab. Erstmals treten Teppiche mit solchen Bordüren im frühen 17. Jahrhundert in niederländischen Gemälden auf. Das Porträt des Abraham Graphaeus von Cornelis de Vos (1620), Thomas de Keysers Porträt eines Mannes (1626) sowie das Porträt des Constantijn Huyghens und seines Sekretärs (1627) zählen zu den ältesten westeuropäischen Gemälden, die Siebenbürger Teppiche mit Doppelnischen abbilden. In Siebenbürger Dokumenten werden solche Teppiche erstmals um 1620 erwähnt. Die ältesten erhaltenen Teppiche mit Datumsinschriften stammen aus den Jahren zwischen 1661 und 1675.
Unter den Doppelnischen-Teppichen weist eine kleinere Gruppe eine Nische oder Bogenform an beiden Enden auf, die aus zwei getrennten Eckmedaillons zusammengesetzt ist. Diese sind mit ineinander verflochtenen Arabesken verziert, die der Mustergestaltung von Uşak-Teppichen mit Doppelnische ähnlich sehen, nur dass ihr Muster etwas steifer wirkt. Die Mehrzahl der Siebenbürger Doppelnischen-Teppiche ist jedoch durch stärker stilisierte Eckstücke gekennzeichnet, die eher als Zwickel einer Nische angesehen werden können, da die beiden Eckornamente ineinander verschmolzen erscheinen. Im Zentrum dieser Zwickel ist oft eine größere Rosette eingeknüpft, der verbleibende Raum ist mit recht groben Ornamenten ausgefüllt. Ihr Feld weist manchmal zwei Vasenpaare mit wellenförmigen Motiven in gegensätzlichen Farben auf. Ihr Feld ist mit kleinen floralen Ornamenten dekoriert, die bei älteren Stücken fein und kurvilinear ausgearbeitet sind, in späteren Exemplaren jedoch eher steif und schablonenhaft gestaltet. Die Muster sind immer symmetrisch um die vertikale Achse angeordnet. In Siebenbürger Doppelnischenteppichen mit einem Mittelmedaillon weist dieses manchmal große Ähnlichkeit mit den Medaillons von Uşak-Teppichen auf. In anderen, wahrscheinlich jüngeren Teppichen ist das Feldmuster zu Medaillons aus konzentrisch angeordneten Rautenformen und Reihen achtblättriger Blüten verdichtet. Letztere sind durch Stiele mit gekurvten Blättern verbunden. Mittelmedaillons dieses Typs weisen oft ein zentrales, kreuzförmiges Element auf. Die Grundfarbe des Feldes ist Gelb, Rot, oder Dunkelblau.
Die Beobachtung, dass im Feld Eckmuster in zwei unterschiedlichen Gestaltungen auftreten, bedeutet nicht notwendig, dass sich ein Typ aus dem anderen entwickelt haben muss. Es wird diskutiert, dass das Doppelnischen-Muster durch symmetrische Spiegelung entlang der zentralen horizontalen Achse aus dem Einzelnischenmuster entstanden sein könnte: In einigen Doppelnischen-Teppichen, beispielsweise einem Teppich aus der Mitte des 17. Jahrhunderts in der Sammlung der Schwarzen Kirche (Inv. 257), ist eine Nische reicher ausgeführt und ornamentiert als die andere. Ihre Spitze ist durch ein „Kopf-und-Schulter“-Muster akzentuiert, das keine Entsprechung in der gegenüberliegenden Nische findet. In manchen Exemplaren ist das direktionale Muster noch durch Einfügen eines Querpaneels betont.

### Säulenteppiche
Säulenteppiche sind durch Säulenmotive gekennzeichnet, die ein architektonisches Element tragen, meist einen oder mehrere Bögen. In jüngeren Exemplaren durchlaufen die architektonischen Muster einen Stilisierungsprozess und nehmen die Gestalt dekorativer Elemente wie florale Bänder oder gerollter Ornamente an. Dieser Prozess ist gut in der Musterentwicklung von Teppichen der osmanischen Hofmanufakturen nachzuweisen, welche im Zuge ihrer Übernahme in das Musterrepertoire der ländlichen oder nomadischen Teppiche eine vergleichbare Entwicklung vollzogen haben. Die Siebenbürger Säulenteppiche ähneln denen aus anatolischen Knüpfzentren wie Gördes, Kula, Ladik und Karapinar. Die Bogenzwickel von Säulenteppichen mit einer aus einem einzelnen Bogen bestehenden Nische sind häufig mit gestielten Blütenmustern auf elfenbeinfarbenem Grund verziert. Der Bogen selbst ist rund oder gezahnt. Es sind auch Stücke mit mehr als zwei Säulen bekannt. Üblicherweise sind die Plinthen sorgfältig gezeichnet. Das Feld ist in Rot oder Ocker gehalten und die Bordüren weisen Blumenmuster auf.

## Geschichtlicher und kultureller Kontext

### Rolle Siebenbürgens im Fernhandel mit dem Osmanischen Reich
Trotz politischer Rivalitäten bestanden seit etwa 1400 enge Handelsbeziehungen zwischen dem Osmanischen Reich und dem östlichen Mitteleuropa und Süddeutschland. Die ungarischen Könige Ludwig von Anjou und Sigismund hatten Mitte des 14. Jahrhunderts Handelsabkommen mit der Republik Genua geschlossen. Dieses erlaubte ihnen, Güter aus Pera auf dem Weg über das Schwarze Meer und die Donauhäfen schneller und günstiger zu erwerben als es ihrem bedeutendsten Konkurrenten im Levantehandel, der Republik Venedig, möglich war. Die osmanische Eroberung der Walachei und des nördlichen Bulgariens 1393 hatte daher erhebliche wirtschaftliche Folgen sowohl für das Königreich Ungarn als auch für das Osmanische Reich. Als 1429 der Friede wiederhergestellt war, sorgte der walachische Woiwode Dan II. umgehend dafür, dass die Kronstädter Händler ihre Tätigkeit wieder aufnehmen konnten. Ab der Mitte des 15. Jahrhunderts hielten sich osmanische Kaufleute, in den Kronstädter Dokumenten meist saracenos genannt, in großer Zahl in den Donauhäfen auf.
Handelsware gelangte über die sogenannte „Bursa-Kronstadt-Route“ zu Schiff über das Schwarze Meer und die Donau zu den Umschlaghäfen von Brăila (das erstmals 1368 in einem Handelsprivileg für Kronstädter Kaufleute urkundlich erwähnt wurde), Silistra, Rusçuk, Nikopolis, Widin (wo die Kronstädter erstmals während der Regierungszeit Zar Iwan Strazimirs Handelsprivilegien erhalten hatten) oder Smederevo. Walachische oder siebenbürgische Händler brachten die Waren weiter über die Karpaten nach Kronstadt und darüber hinaus. Die siebenbürgische Stadt entwickelte sich im 15. Jahrhundert zu einem bedeutenden Umschlagplatz im Orienthandel. Schon gegen Ende des 15. Jahrhunderts wurde dort der zu verzollende Wert der Handelswaren nicht nur in venezianischen Florin, sondern auch in osmanischen Akçe registriert, was die Bedeutung des Fernhandels mit Anatolien für die siebenbürgische Wirtschaft deutlich macht. Importgüter aus dem Osmanischen Reich wie beispielsweise Pfeffer oder Seide wurden unter Angabe ihrer osmanischen Gewichte registriert. Zwei bedeutende Handelsrouten mit dem Osten kreuzten sich im 16. Jahrhundert in Siebenbürgen: Die Route von Venedig nach Wien und Krakau sowie die Überlandroute durch den Balkan.
| Jahr    | insgesamt | Export- und Transitgüter | Transitgüter aus dem Osten |
| ------- | --------- | ------------------------ | -------------------------- |
| 1484–85 | 65.000    | –                        | –                          |
| 1503    | 167.000   | 60.000                   | 85.000                     |
| 1515    | 100.0000  | –                        | –                          |
| 1542    | 80.000    | 23.000                   | 41.000                     |
| 1550    | 70.000    | 19.000                   | 20.000                     |
| 1554    | 82.000    | 23.000                   | 32.000                     |
| 1600    | 60.000    | –                        | –                          |

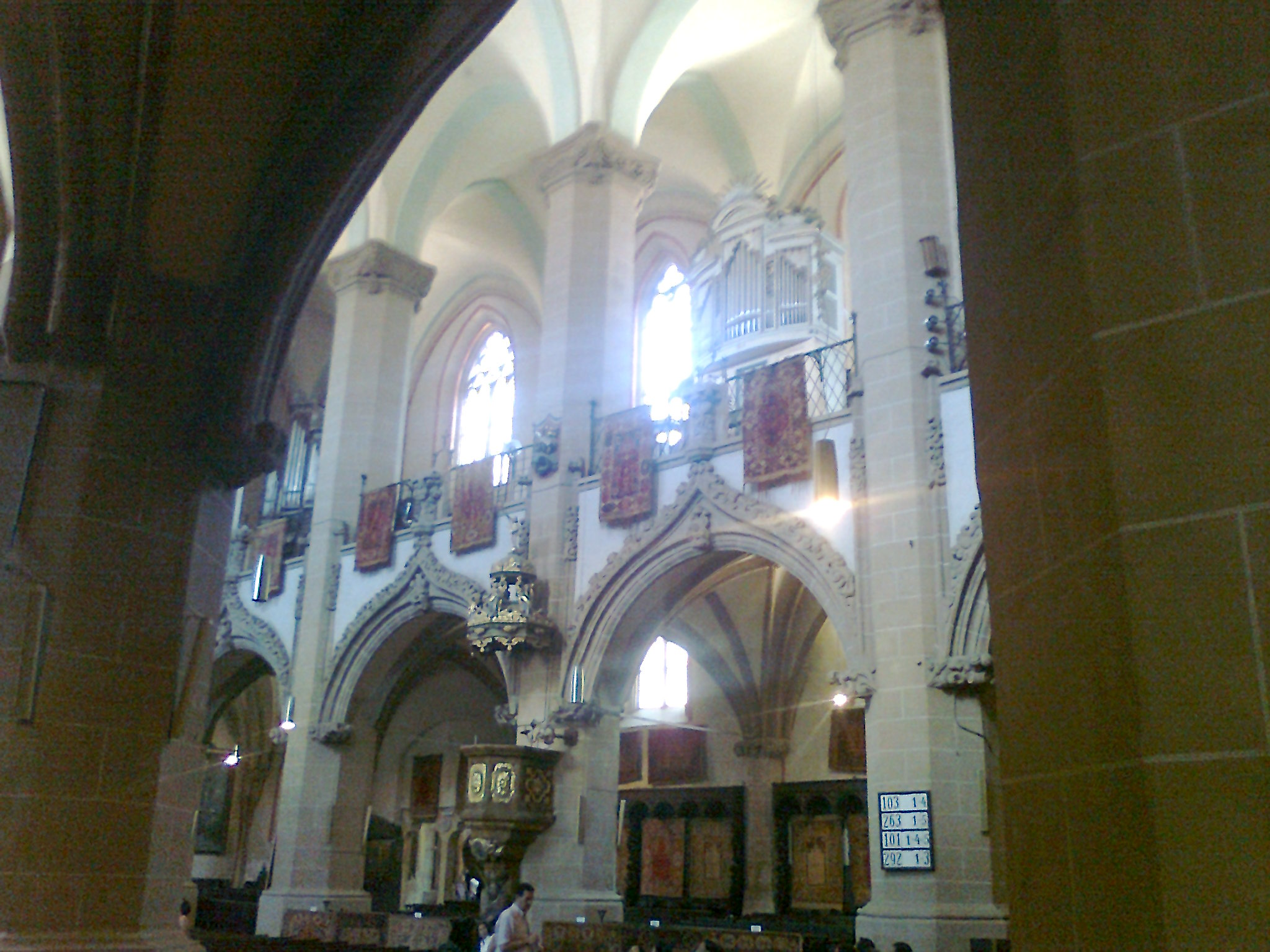
Blick ins Mittelschiff der Schwarzen Kirche in Kronstadt.

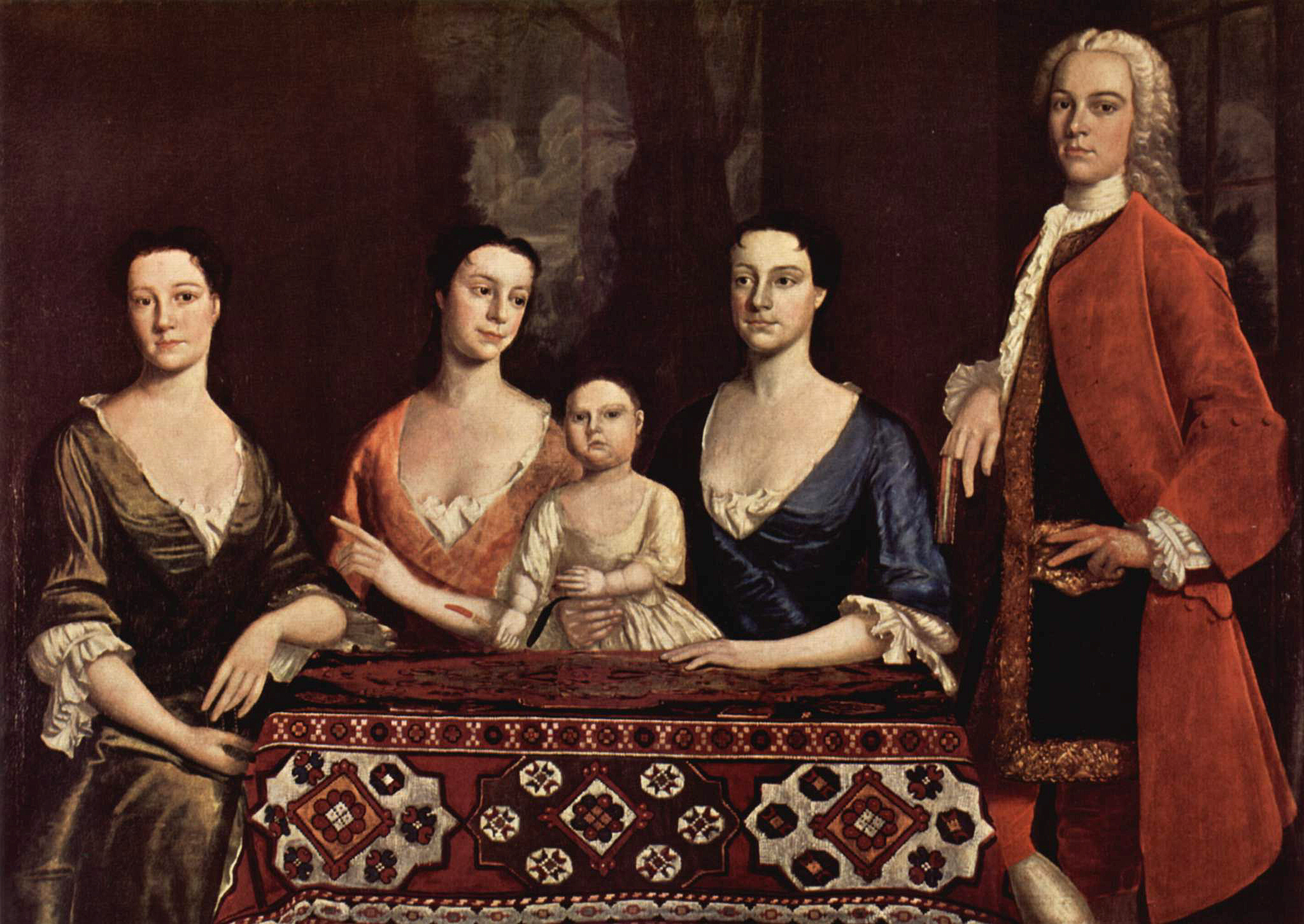
Robert Feke, Familienporträt des Isaac Royall. Boston, 1741

Teppiche aus Kleinasien sind seit der Renaissancezeit in Europa bekannt: Ihre Abbildungen finden sich seit dem 14. Jahrhundert auf westeuropäischen Gemälden. Ein Zollregister aus Caffa auf der Krim für den Zeitraum von 1487 bis 1491 erwähnt Teppiche aus Uşak als Handelsware. Ein Istanbuler Preisregister („narh defter“) von 1640 listet bereits zehn verschiedene Typen von Teppichen aus Uşak auf. Ein Teppich mit charakteristischer Bordüre auf Robert Fekes 1741 in Boston entstandenem Gemälde Familienporträt des Isaac Royall zeigt, dass zumindest einzelne Stücke im 18. Jahrhundert bis nach Nordamerika gelangten.
Das erste bekannte Dokument aus Kronstadt, das sich auf den Teppichhandel bezieht, wurde zwischen 1462 und 1464 erstellt. Zollregister sind in verschiedenen Städten Siebenbürgens erhalten und belegen, welch große Zahl von Teppichen allein über diese Region nach Europa gelangte. Das Zollregister von Braşov aus dem Jahr 1503 dokumentiert, dass über 500 Teppiche aus dem Osmanischen Reich in diesem Jahr allein durch diese Stadt befördert wurden. M. Pakucs-Willcocks wies 2014 darauf hin, dass das Handelsvolumen in diesem Jahr ausnahmsweise so hoch gewesen sei, weil die übliche Handelsroute über Venedig während des dritten Osmanisch-Venezianischen Kriegs von 1499–1503 unterbrochen gewesen sei.

### Islamische Teppiche in der Kultur Siebenbürgens

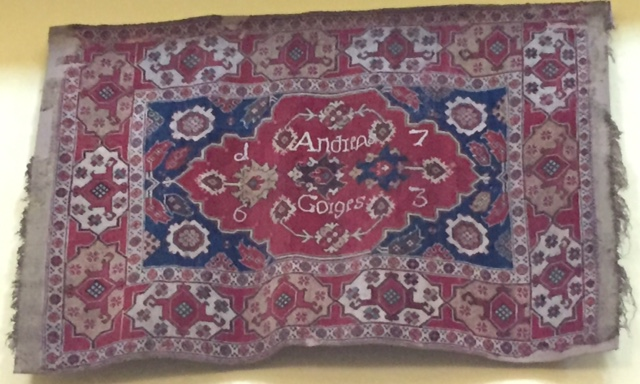
„Siebenbürger“ Doppelnischenteppich mit gestickter Inschrift, Ev.-Luth. Kirche von Rosenau

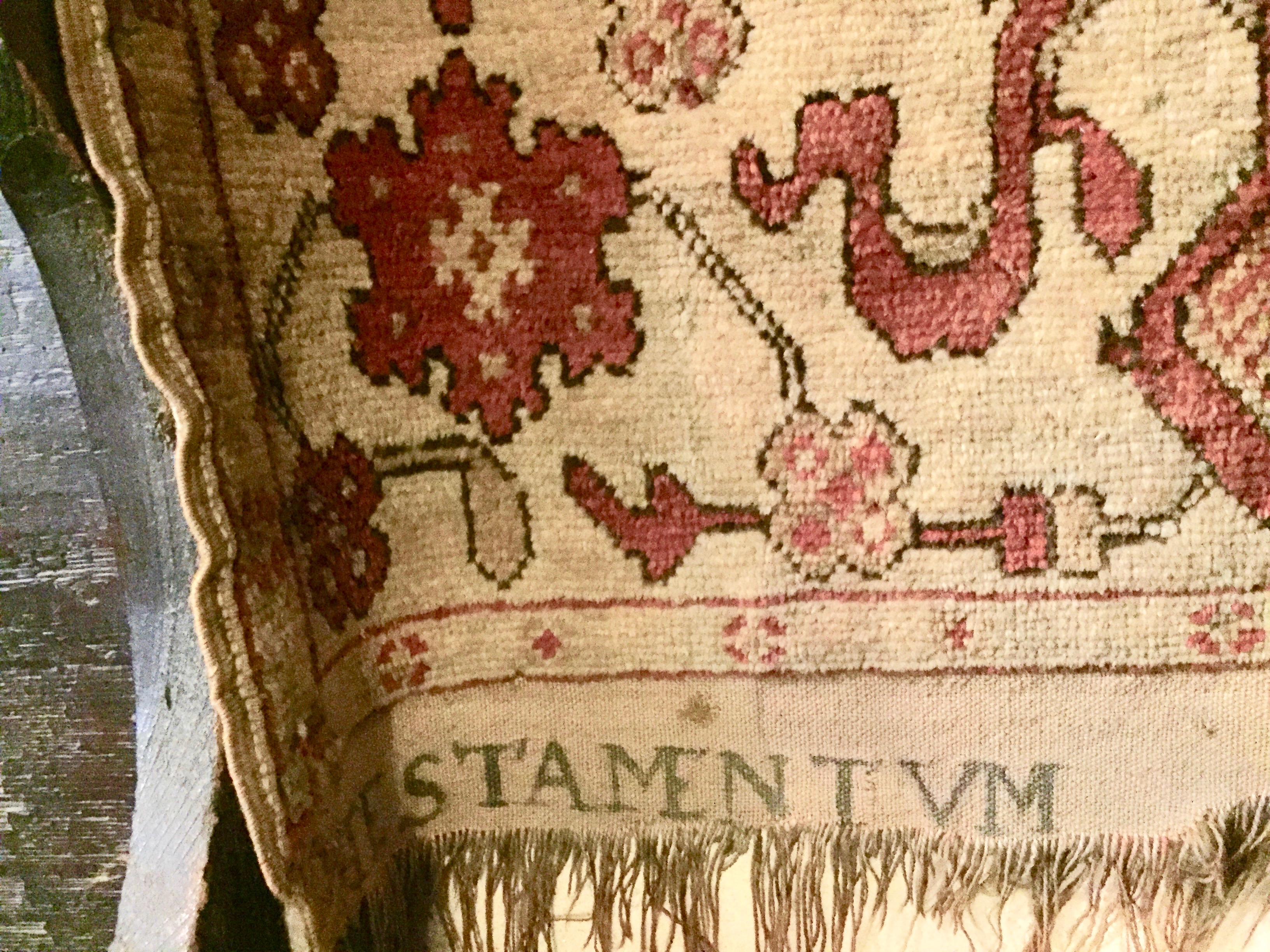
Inschrift (Tinte) auf einem Teppich in der Schäßburger Klosterkirche: „TESTAMENTVM...“

Anatolische Teppiche waren auch in Siebenbürgen selbst als Objekte von hohem Wert geschätzt und wurden von den Gemeinden, Gilden und einzelnen wohlhabenden Bürgern gesammelt. Erhaltene Aufzeichnungen belegen, dass sie zu Festen oder zu Ehren ihrer Empfänger verschenkt wurden. Inschriften auf manchen Teppichen zeigen, dass diese den Kirchen testamentarisch oder zu Lebzeiten der Stifter zugeeignet worden waren. Dort kennzeichneten sie als Auflage der Kirchenbänke die Plätze bedeutender Gemeindemitglieder oder wurden als Wandschmuck verwendet. Ihre Aufbewahrung in den Kirchen sorgte für ihre Erhaltung über Jahrhunderte hinweg.
Teppiche wurden als Kirchenschmuck verwendet, selten als Bodenbelag, eher als Schmuck für Emporen, Wände und das Chorgestühl. In der Forschung hat die Tatsache besonderes Interesse gefunden, dass die Gruppe der „Siebenbürger“ Teppiche mit einer einzelnen Nische das klassische Muster eines Gebetsteppichs aufweisen. Teils sind in die Teppiche islamische religiöse Inschriften in arabischer Kalligrafie eingeknüpft, die sie eindeutig einem muslimischen Kontext zuordnen. Auf osmanischer Seite zeigt das 1610 von Sultan Ahmed I. an den Ort Kütahya erlassene Edikt, welches unter Berufung auf eine fatwa des Şeyhülislam den Verkauf von Teppichen mit „Darstellungen von Mihrab, Kaaba und Hat (Kalligraphie)“ an Nicht-Muslime untersagte, dass man sich des kulturellen Kontextes bewusst war. Demgegenüber konnte in den siebenbürgischen Quellen der Begriff „Gebetsteppich“ oder ein Bezug auf die religiös-kulturelle Bedeutung der Teppiche in ihrem Ursprungsland bisher nicht nachgewiesen werden. Als sicher gilt nur, dass ihr materieller Wert als Luxusgut und ihre rein ornamentale Gestaltung die Teppiche als geeigneten Schmuck vor allem für die reformierten Kirchen erscheinen ließen. Ein Bericht vom großen Brand der Schwarzen Kirche von Kronstadt 1689 erwähnt unter den dabei verloren gegangenen Gegenständen auch einen großen Teppich, der „nach der Sage von Apostel Paulus (der von Beruf Teppichweber war) selbst angefertigt worden“ sei. Vieles spricht dafür, dass die Aussage Kurt Erdmanns, dass der orientalische Knüpfteppich in der europäischen Kultur ein „exotischer Fremdkörper“ geblieben sei, auch auf die in Siebenbürgen erhalten gebliebenen Kunstschätze zutrifft.
2019 zeigten die Kronstädter Forscher Á. und F. Ziegler anhand neuer Quellenstudien auf, dass osmanische Teppiche in Siebenbürgen nicht ständig im Kirchenraum sichtbar waren, um, wie bisher gelegentlich vermutet, den durch den Reformatorischen Bildersturm im 16. Jahrhundert entstandenen horror vacui der ihres ornamentalen und figürlichen Schmucks beraubten Sakralräume auszugleichen. Bis ins 19. Jahrhundert hinein „hielten sich die Gemeinden der Siebenbürger Sachsen an die gemäßigte Bildertheologie Martin Luthers und führten keine radikalen Bilderstürme durch.“ Dieser Arbeit zufolge waren die „Kirchenteppiche“ nicht als ständig sichtbare Schmuckelemente im Kirchenraum gegenwärtig. Sie wurden eher zu besonderen Gelegenheiten, wie beispielsweise dem Sonntagsgottesdienst, hervorgeholt, um den Kirchenraum zu schmücken. Beispielsweise konnte ein Teppich hinter der Predigtkanzel aufgehängt werden, um der im evangelischen Gottesdienst zentralen Predigt einen feierlichen Hintergrund zu verleihen. Aus zeitgenössischen Testamenten und anhand von Inschriften auf den Teppichen selbst geht ebenfalls hervor, dass die Handwerkszünfte gemeinschaftlich eigene Teppiche angeschafft haben. An Sonn- und Festtagen wurde die der Zunft zugehörige Kirchenbank damit geschmückt. Die Teppiche unterstrichen somit den gesellschaftlichen Status ihrer Besitzer. Vielfach belegt ist auch die Nutzung der Teppiche im Rahmen gesellschaftlicher Ereignisse wie Taufen, Hochzeiten und Begräbnissen. Zumindest für die Kronstädter Schwarze Kirche ist nachgewiesen, dass ein sachkundiger Kleriker, der „Warner“, darauf achtete, dass sich die Ausstattung der Feier streng nach dem gesellschaftlichen Rang der Familie richtete. Aus dieser Studie ergibt sich das Bild eines aus dem kulturellen Kontext seiner Ursprungsregion herausgelösten Kunstgegenstandes, der in dynamischer Nutzung Eingang in eine andere Kultur fand und in diesem neuen Kontext identitätsstiftend werden konnte.

## Forschungsgeschichte
Im 19. Jahrhundert erkannte der österreichische Kunsthistoriker Alois Riegl den geschichtlichen und künstlerischen Wert der in den Kirchen Siebenbürgens erhaltenen Teppiche. Ernst Kühlbrandt beschrieb sie 1898 als erster. Auf den Rat Riegls hin wurde eine erste Bestandsaufnahme der Teppiche erstellt; diese wurden gereinigt und wieder ausgestellt.
Der Begriff „Siebenbürger Teppiche“ wurde in der Literatur erstmals 1906 von Neugebauer und Orendi verwendet. Zu dieser Zeit war nicht klar, dass die Teppiche anatolischer Herkunft waren; eine örtliche Produktion stand zur Diskussion. Eine große Ausstellung zeigte 1914 in Budapest 354 anatolische Teppiche, von denen 228 als Leihgabe Siebenbürger Gemeinden in die Ausstellung gelangten. 1925 veröffentlichten Végh und Layer in Paris ein Album unter dem Titel „Tapis turcs provenants des églises et collections de Transylvanie“ Lange Zeit war die Arbeit des Siebenbürgers Emil Schmutzler die umfangreichste Beschreibung.
Das wiedererwachende Interesse an „unseren Kirchenteppichen“ (Kühlbrandt) stand im größeren Zusammenhang einer allgemeinen Wiederentdeckung des eigenen kulturellen Erbes durch die Siebenbürger Sachsen um die Wende zum 20. Jahrhundert. Das Kulturerbe diente in dieser Zeit zur Stärkung der eigenen Identität in der historisch durch ethnische Vielfalt geprägten, aber seit 1918 durch rumänisches Nationalisierungsstreben beeinflussten Region Siebenbürgen.

## Sammlungen
Bedeutende Kirchen wie die Schwarze Kirche in Kronstadt, die Margarethenkirche in Mediaș, die Kirchen von Hărman (Honigberg), Codlea (Zeiden), Sighișoara (Schäßburg), Prejmer (Tartlau) oder Biertan, aber auch Museen wie das Brukenthal-Museum in Hermannstadt bewahren heute Siebenbürger Teppiche auf. Zum Schutz vor Diebstählen wurden Teppiche und andere kunsthistorisch bedeutsame Gegenstände aus kleineren, teils heute verlassenen Dorfkirchen in größere Kirchen verbracht. So befinden sich beispielsweise die Teppiche aus Tobsdorf seit 2005 in der Mediascher Margarethenkirche.
Bei der Evakuierung der sächsischen Gemeinde von Bistritz im Herbst 1944 hatten Gemeindemitglieder auch die mehr als 50 Kirchenteppiche mitgenommen und 1952 dem Germanischen Nationalmuseum in Nürnberg als Leihgabe überlassen. Eine wissenschaftliche Bearbeitung dieses Bestandes war jahrzehntelang nicht möglich: Aus Sorge vor möglichen Besitzansprüchen des sozialistischen Rumänien hatten die geflüchteten Gemeindemitglieder die Veröffentlichung der Sammlung und deren Herkunft untersagt. Ein neuer Leihvertrag machte 2016 die Forschung am Bistritzer Kirchenschatz möglich. Von Oktober 2017 an untersuchte das Museum im Rahmen des DFG-Schwerpunktprogramms „Transottomanica. Osteuropäisch-osmanisch-persische Mobilitätsdynamiken“ die Teppiche im Hinblick auf Herstellungsort, Handelswege und ihre Rolle in der siebenbürgisch-sächsischen Kultur. Die Ergebnisse wurden 2023 veröffentlicht.

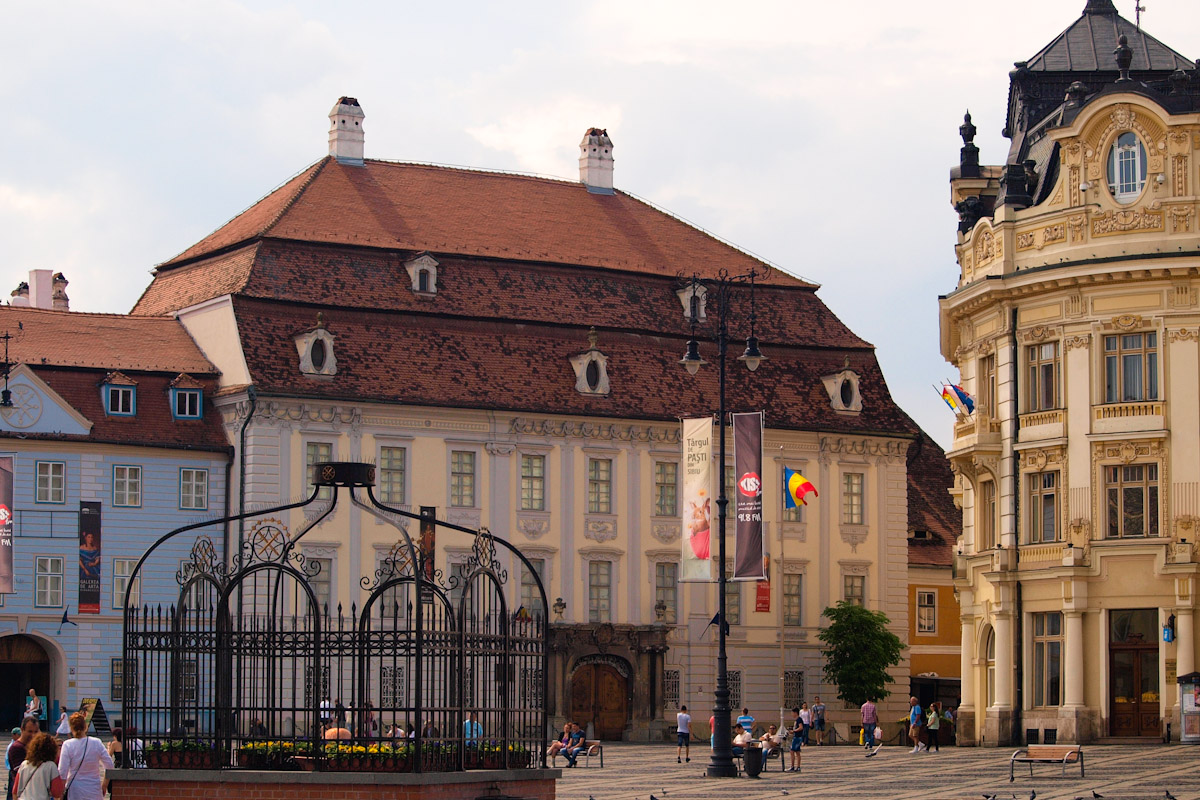
Brukenthal-Museum in Hermannstadt
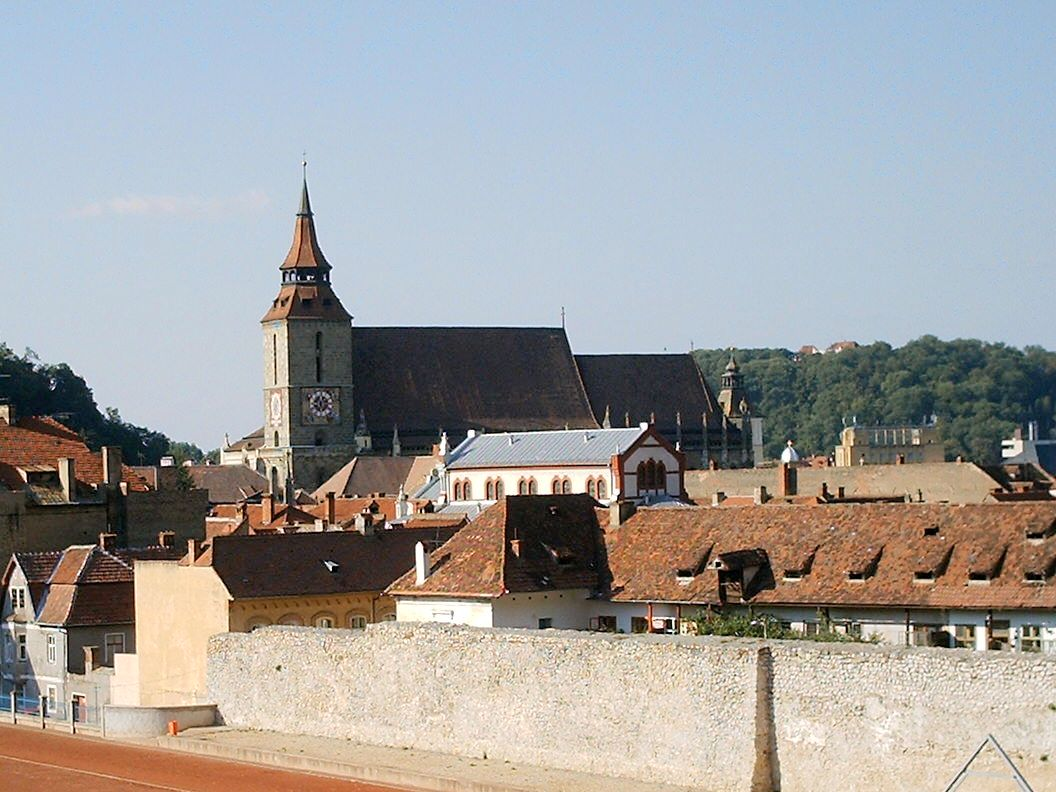
Schwarze Kirche in Kronstadt
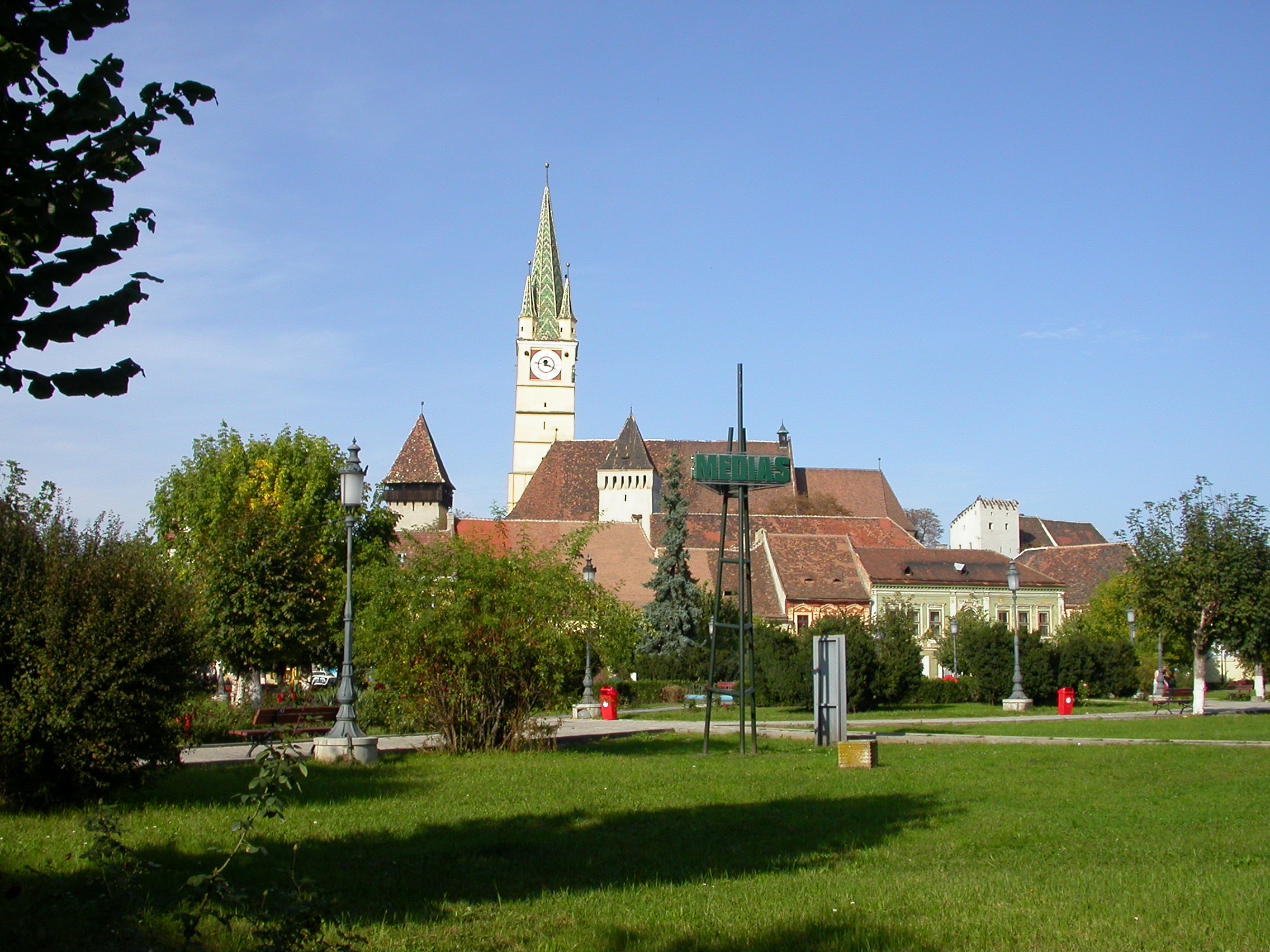
Margarethenkirche in Mediasch